# Szén-monoxid-mérgezés
A szén-monoxid-mérgezés a szén-monoxid gáz belélegzése következtében fellépő mérgezés, amely akár halálos kimenetelű is lehet. Az egyik leggyakoribb háztartási baleset, amely legtöbbször a helytelenül használt tüzelőberendezés miatt következik be. A szén-monoxid mérgezés igen gyakran fordul elő a tűzesetek túlélőinél, illetve sok esetben ez az elsődleges oka az ilyenkor bekövetkező haláleseteknek is.
A szén-monoxid-mérgezett beteget friss levegőhöz kell juttatni, biztosítani kell számára a szabad légutakat és szükség esetén lélegeztetni kell. A szén-monoxid által ellepett helyiséget a lehető leghamarabb alaposan ki kell szellőztetni. Szén-monoxid-mérgezés gyanúja esetén az elsősegélynyújtónak fokozott figyelmet kell fordítania arra, nehogy a segítés helyett saját maga kerüljön bajba.
Kocsis Attila, a Magyarországi Kéményseprők Országos Ipartestülete és Egyesülete elnöke 2009. október 14-én így tájékoztatott: Budapesten 44 ezer veszélyes kémény van, ezekből 23 ezer bármikor szén-monoxid-mérgezést okozhat, és további majdnem százezer budapestit veszélyeztetnek. A veszélyes kémények száma országosan akár százezer is lehet.
A szén-monoxid-koncentráció emelkedése szén-monoxid-érzékelővel jelezhető előre. Az Amerikai Egyesült Államok Fogyasztói Termék Biztonsági Felügyelete legalább egy szén-monoxid-riasztó felszerelését ajánlja minden lakásban (illetve a lakás minden szintjén). Ezek a műszerek ma már Magyarországon is egyre jobban terjednek, többek között ennek is köszönhető, hogy a korábbi évi több tucatnyi halálos áldozat száma mára valamelyest csökkent.

## Leírása
A szén-monoxid tökéletlen égés során keletkezik. Veszélyét az jelenti, hogy színtelen, szagtalan, a levegőnél könnyebb, nem irritáló gáz, ugyanakkor sokszorta erősebben kötődik a vér hemoglobinjához, mint az oxigén, így megakadályozza, hogy a vér oxigént szállítson. Emiatt már alacsony koncentrációban is mérgező. Ha a levegőben koncentrációja eléri az egy százalékot, gyakorlatilag másodpercek alatt bekövetkezik az eszméletvesztés, kisebb koncentrációknál ez hosszabb időt vesz igénybe, mivel lassabban csökken a vér oxigénszállító képessége. Tiszta levegőn egy óra alatt a vérben lekötött szén-monoxidnak mintegy fele távozik. Ez azt is jelenti, hogy ha a mérgezést szenvedő elhagyja a dúsult szén-monoxid-tartalmú helyet, enyhülhetnek a tünetek. A mérgezés ettől még nehezebben ismerhető fel, és a súlyos balesetek gyakran éjszaka történnek, amikor a szén-monoxid hatásának kitettek nem változtatnak helyet.

### Tünetei, következményei
A kezdeti tüneteket gyakran nem értelmezik helyesen, ezért a szén-monoxid-mérgezés olyankor is okozhat halálesetet, amikor a súlyos mérgezést hosszan tartó, jól észrevehető tünetek előzik meg. Az ájulást még nem okozó mérgezés tünetei összekeverhetők többek közt a migrén vagy az influenza bizonyos tüneteivel (fejfájás, szédülés, fáradtság, álmosság, hányinger, tudatzavar).
A mérgezést szenvedő személy eleinte tudatánál marad, a mérgezés gyanúját gyakran fel is fogja, sőt azt is, hogy meghal, ha nem tesz valamit. Egy bizonyos mérgezési fokon túl azonban az oxigénhiány miatt végtagbénulás lép fel, ezért már cselekvőképtelenné válik. A szén-monoxid a testben először lassan halmozódik fel, majd koncentrációja hirtelen megugrik.
- Első szakasz: A mérgezést szenvedett nyugtalan, zavart vagy kábult. Fejfájás, szédülés, hányás léphet fel. A bőr időnként cseresznyepirossá színeződik.
- Második szakasz: Izomgörcsök a végtagokon, majd az egész testen, végül eszméletvesztés. Az eszméletlenné vált beteg is hányhat, ami fulladást okozhat.
- Harmadik szakasz: Izomellazulás, légzésbénulás, halál.

Különböző koncentrációk okozta tünetek:
| CO koncentráció/ térfogatszázalék | Hatás                                                       |
| --------------------------------- | ----------------------------------------------------------- |
| 0,02                              | 2-3 óra után enyhe fejfájás, fáradtság, szédülés, hányinger |
| 0,04                              | 1-2 óra után homloktáji fejfájás, életveszély 3 óra után    |
| 0,08                              | 3/4 óra után fejfájás, rosszullét, 2-3 óra után halál       |
| 0,16                              | 20 perc után ájulás, egy-két óra után halál                 |
| 0,32                              | 5-10 perc után ájulás, 15-20 percen belül halál             |
| 0,64                              | 1-2 perc után ájulás, 10-15 perc után halál                 |
| 1,28                              | 1-3 perc alatt halál                                        |

A szén-monoxid-mérgezés – ha nem is következik be a halál – agykárosodáshoz, bénuláshoz, látászavarokhoz is vezethet. Mérgezés esetén veszélyeztetettebbek a csecsemők, gyermekek, várandós anyák, az idősek és a légzési problémákkal küzdők. A szervezet toleranciaszintje a szén-monoxidra egyénenként változó (tehát nem biztos, hogy az az azonos koncentrációnak kitett személyek egyszerre lesznek rosszul). Ez számos tényezőtől függ: a ventiláció egyéni szintjétől, a fennálló agyi, illetve szív- és érrendszeri betegségtől, a szívteljesítménytől, az esetleges vérszegénységtől, drepanocytosistól (a vörösvérsejtek alakváltozása), egyéb hematológiai rendellenességektől, az adott légnyomástól, a metabolikus rátától.

## Lehetséges okok
A szén-monoxid-mérgezést kiváltó lehetséges leggyakoribb okok:
- A cirkóberendezés meghibásodása.
- A rossz állapotú, korszerűtlen kémény.
- A kipufogógáz felhalmozódása zárt térben (általában a garázs).
- Zárt térben, hermetikusan záródó nyílászárók között üzemeltetett fűtőkészülék, amely belső levegőt használ.

A mérgezést kiváltó lehetséges leggyakoribb források: kémény, kályha, kandalló, gázsütő, gázszárító, gázkazán, gáz vízmelegítő, zárt térben használt barbecue-, vagy grillsütő. Autó, illetve általánosan bármely zárt térben működtetett belsőégésű motor.
A szén-monoxid a mindennapi életben leggyakrabban úgy képződik, hogy a fűtőberendezésben nem tökéletesen ég el a tüzelőanyag. Ha az égéstermékek elvezetése nem megfelelő, a szén-monoxid a lakásba juthat és felgyűlhet. A legtöbb szén-monoxid-baleset télen történik, és minden télen történnek balesetek.
Zárt, vagy akár csak részben zárt helyen működtetett autómotor mellett is felszaporodik a szén-monoxid.
Három- vagy ötajtós, kombi autóknál, amennyiben csomagszállítás miatt nyitott hátsó ajtóval közlekednek, így a vákuumhatás miatt a kipufogógáz behatolhat az utastérbe. Ebben az esetben lassan következik be a mérgezés, főként fejfájás és hányinger formájában.

## Megelőzés
A kéményt, gáz-, olaj-, vagy hagyományos fűtőkészülékeket, rezsókat, kályhákat rendszeresen ellenőriztessük, házilag sohase módosítsuk. A legkisebb rendellenesség esetén is kapcsoljuk ki és hívjunk szakembert. Konyhai gázrezsó használatánál folyamatosan szellőztetni kell, ezzel a szintén veszélyes szén-dioxid-felhalmozódása is elkerülhető. A hermetikusan záródó nyílászárók használata ebből a szempontból veszélyes. Gázrezsót fűtési célokra használni szigorúan tilos. Használjunk szén-monoxid-érzékelő berendezést, szükség esetén többet is.
Főként városi tömbházaknál, bizonyos időjárási és légköri viszonyok esetén a kéményen át visszaáramolhatnak, vagy a szomszédos házak kéményéből leáramolhatnak az égéstermékek, majd az ablakréseken keresztül juthatnak be a lakásba. Erősen kihűlt fűtőberendezés begyújtása esetén a kémény felmelegedéséig és a kéményhatás beindulásáig visszaáramolhat mérgező égéstermék. Amennyiben nem elhárítható vészhelyzetbe kerülünk, menjünk friss levegőre és értesítsük a tűzoltókat, akik megfelelő felszereléssel rendelkeznek a mérgező égéstermékek kimutatására.
Autót sohase járassunk zárt helyen, nyitott hátsó ajtóval ne szállítsunk csomagot hosszabb távolságra. Amennyiben autóban, hosszú alagútban dugóba kerülünk és a kinti levegő minősége rossz, kapcsoljuk ki a motort, csukjuk be az ablakokat és kapcsoljunk belső szellőztetésre. Várjuk meg a dugó elindulását vagy a segítséget, hatósági felszólítás nélkül ne próbáljunk meg gyalog menekülni, mert veszélyesebb lehet, mint a kocsiban maradni. Mélygarázsokba való behajtásnál figyeljük a levegő minőségét jelző berendezést, amennyiben nagyon rossznak érezzük a levegőt, inkább távozzunk.

## Kórélettana
A szén-monoxidnak a szervezetre gyakorolt hatása bonyolult és még nem teljesen ismert. Az ismert mechanizmusok közé tartozik kötődése a hemoglobinhoz, a myoglobinhoz és a mitokondriális citokróm-oxidázhoz, illetve az, hogy a szén-monoxid agyi lipidperoxidációt okoz.

## Szén-dioxid-mérgezés
A szén-monoxid-mérgezés nem keverendő össze a szén-dioxid-mérgezéssel. A szén-dioxid miatt bekövetkező balesetekre leggyakrabban erjedő italt tartalmazó borospincékben kerül sor. A szén-dioxid is színtelen és szagtalan, de a levegőnél nehezebb, ezért alul gyűlik össze. Önmagában nem mérgező, a légkör természetes alkotóeleme. Veszélyessége abban áll, hogy felhalmozódása esetén kiszorítja az oxigént, és eszközök nélkül nem érzékelhető. Borospince mélyén felhalmozódott szén-dioxidból már két-három belégzés is elegendő az igen gyors eszméletvesztéshez. Ekkor még lenne visszaút, ám az ájult ember nem képes menekülni és gyorsan beáll a halál. Az is bajba kerülhet, aki egy mérgezést szenvedett beteghez óvatlanul lehajol. Az is előfordulhat, hogy fejmagasságban még elegendő az oxigén, de a borcsap magasságában már nem. Mélyen fekvő, lépcsővel elérhető pince teljes egészében megtelhet szén-dioxiddal. Tradicionálisan gyertyával ellenőrzik az oxigénszintet. Ha a gyertya pislákol, pláne elalszik, azonnal vissza kell fordulni.

## Szén-monoxid-érzékelő berendezések
A kereskedelemben sok fajta készüléket lehet vásárolni, melyek alkalmasak a szén-monoxid érzékelésére. Két fő típusuk létezik, az olcsóbb félvezetős és a drágább, ami vegyi reakcióval jelzi a szén-monoxid mennyiségét. Ez utóbbinak szigorúan meghatározott élettartama van, annak letelte után a készülék használhatatlanná válik. Sose vásároljunk megbízhatatlan forrásból származó készüléket, lehetőleg használtat se.
Több gázkészülék használata esetén javasolt több érzékelőt használni, többek között a fürdőszobában is. A fűtési szezon indulásakor célszerű bekapcsolni, majd bekapcsolva tartani a készülékeket, az áramfogyasztásuk minimális. Fürdőszobai gázmelegítő használatánál az egész évi folyamatos üzemeltetés a legjobb.
A készüléket olyan helyen kell használni vagy stabilan felszerelni, ahol nem kaphat vizet. Fő szabály, a gázkészülék közelében, a levegőmozgás irányában és közel fejmagasságban legyen, mindig tartsuk be a készülék használati utasításában javasoltakat. A legelső riasztásra is azonnal kapcsoljuk ki a gázkészüléket és azonnal nyissunk ablakot, menjünk friss levegőre.
Ne feledjük, főként sűrűn beépített régi városi tömbházaknál előfordulhat, hogy bizonyos légköri viszonyok esetén a szomszéd, magasabb ház füstje is leáramolhat az általunk még nem használt fűtőberendezés kéményén, ezért a szokásos fűtési szezon indulásakor az érzékelőt akkor is kapcsoljuk be, ha magunk még nem kívánunk fűteni.

## Szén-monoxid-mérgezésben elhunyt személyek és egyéb súlyos balesetek
- Émile Zola francia író egy rosszul működő kályha miatti szén-monoxid-mérgezésben halt meg.
- Kun Zita kiváló, fiatal atléta zuhanyzás közben szén-monoxid-mérgezést szenvedett, 3 nap múlva, 13 évesen elhunyt.
- A gudauri tragédia (2024), amelynek során egyszerre 12 ember halt meg álmában, mert zárt térben fűtőolajos áramfejlesztők használata során szén-monoxid termelődött.

## Fordítás
- Ez a szócikk részben vagy egészben  a   Carbon monoxide poisoning című angol Wikipédia-szócikk ezen változatának fordításán alapul.  Az eredeti cikk szerkesztőit annak laptörténete sorolja fel. Ez a jelzés csupán a megfogalmazás eredetét és a szerzői jogokat jelzi, nem szolgál a cikkben szereplő információk forrásmegjelöléseként.